# Athetis melanerges
Athetis melanerges là một loài bướm đêm trong họ Noctuidae.